# Károly Jordán
Károly Jordán ( maďarsky Jordán Károly * 16. prosince 1871, Pešť – 24. prosince 1959, Budapešť) byl maďarský horolezec, matematik, člen Maďarské akademie věd (od roku 1947), profesor Vyšší školy ekonomické v Budapešti. Byl jeden z předních tatranských horolezců na přelomu 19. a 20. století, iniciátor mnoha zajímavých prvovýstupů i v zimních podmínkách. Jordán byl jedním z prvních zakladatelů lyžařského klubu Magyar Sí-klub (1907) a místopředsedou jeskyňářské sekce uherské zeměpisné společnosti.
Během pobytu v Curychu a Ženevě, kde končil studium, se seznámil s Alpami, v nichž udělal několik zimních horolezeckých výstupů. V Ženevě se seznámil se svou budoucí manželkou Marthe Lavalle. V roce 1898 se vrátil do Uherska a začal navštěvovat Vysoké Tatry s horskými vůdci a nejednou i bez nich. Spolu s Karolem Englischem začal jako jeden z prvních používat na horolezeckých túrách lyže. V zimě 13. ledna 1903 vystoupili na lyžích na Krížnou. Později se orientoval na vysokohorské lyžování, zejména v Karpatech. Svůj poslední horolezecký výstup uskutečnil v Alpách v roce 1930.
Jeho jménem bylo pojmenováno několik vrcholů ve Vysokých Tatrách: Jordánov štít - dnes Posledná veža (německy Jordánspitze, maďarsky Jordáncsúcs, polsky Poślednia Turnia), Jordánova štrbina (prostřední z pěti depresí hřebene od Pyšného štítu po Lomnický štít, polsky Wyżnia Poślednia Przełączka, německy Jordánscharte, maďarsky Jordánrés) a Zubatá vežička (německy Jordánturm, maďarsky Jordántorony, polsky Zębata Turnia) Všechny připomínají prvovýstupy Károlyho Jordána. Pod názvem Jordánka, případně Jordánova cesta se rozumí výstup z Téryho chaty na Lomnický štít.

## Důležité prvovýstupy ve Vysokých Tatrách
- Zimní prvovýstup na Gerlachovský štít s Januszem Chmielowskim a Klemensem Bachledou
- Letní prvovýstup na Veľký Žabí štít s Januszem Chmielowskim, Stanisławem Krygowskim a Klemensem Bachledou
- Zimní prvovýstup na Vysokou s Harrym Barcelim, Johannem Franzem st. a Paulem Spitzkopfem
- Letní prvovýstup na Zlobivou, s Marthe Lavalle
- Zimní prvovýstup na Sedielko s horským vůdcem
- Zimní prvovýstup na Prostredný hrot s přáteli
- První zimní přechod Krčmárovým žlabem s Januszem Chmielowskim a Klemensem Bachledou
- Letní prvovýstup na Drobnou vežu s Jozefem Dérym
- Letní prvovýstup na Veternú vežu s Jozefem Dérym
- Zimní prvovýstup na Křížnu s Karolem Englischem
- Letní prvovýstup na Ondrejovu vežu s Januszem Chmielowskim a Jędrzejem Marusarzem Jarząbkem
- Letní prvovýstup na Ľadový zub s Januszem Chmielowskim, Klemensem Bachledou a Paulem Spitzkopfem